# Studio.TV.Film
Studio.TV.Film ist eine TV-Produktionsgesellschaft mit beschränkter Haftung. Der Sitz der Gesellschaft ist in Berlin, ein weiterer Standort ist Heidelberg. Sie ist ein Tochterunternehmen des ZDF mit 45 % Beteiligung der ZDF enterprises GmbH.

## Geschichte
Die Studio.TV.Film GmbH wurde 1969 in Heidelberg gegründet und hat seit 1980 auch in Berlin einen Unternehmenssitz. Albert Schäfer und Milena Maitz sind die Geschäftsführer.

## Filmproduktionen (Auswahl)
Die Gesellschaft produziert vorrangig Filme für Kinder und Jugendliche wie beispielsweise:
- Beutolomäus
- KiKANiNCHEN
- Löwenzahn
- Pengo! Steinzeit!
- Pufpaffs Happy Hour
- Siebenstein